# Tepepanayır, Gebze
Tepepanayır là một xã thuộc huyện Gebze, tỉnh Kocaeli, Thổ Nhĩ Kỳ. Dân số thời điểm năm 2010 là 210 người.